# 和英語林集成
『和英語林集成』（わえいごりんしゅうせい）は、ジェームス・カーティス・ヘボンが編纂した、幕末から明治の日本語を英語で説明した辞典。日本最初の本格的な和英辞典で、当時の日本語を知り得る記録としても重要とされる。

## 特徴

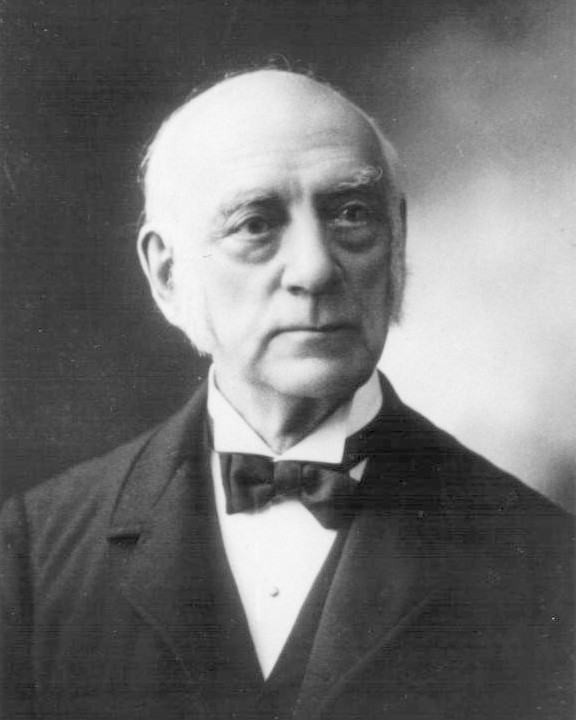
ヘボンは辞書編纂のほか、聖書翻訳にも尽力し、医療の普及や近代教育の確立にも貢献した。

『和英語林集成』は「和英の部」と「英和の部」からなり、後続の宣教師などの日本語習得の負担軽減を目的に編纂された。このことはヘボンが、1864年11月28日付の書簡の中で、「辞書または資料的な助けなくしては、日本語を学ぶことがどんなに難しいか、私はもちろん、当地の宣教師ども一同もよく知っているのです」と述べていることから知れる。また、『和英語林集成』について「望んでいるのは外国人ばかりでなく、日本人も等しく求めているからです」として、完成に対する神の加護を祈っている。
ヘボンは日常生活の中で、伝道、施療、読書などを通して、日常語を中心に日本語を幅広く採集して書き留めた。ほとんどが口語的な表現である。見出し語はアルファベット順にローマ字で排列されているが、片仮名や漢字も示されており、品詞、語義、用例、類義語が英語やローマ字による日本語で記されている。西洋の視点から当時の日本語を分析し、日本語を英語で解説して、英語に日本語を対応させているのである。
多くの文献を参照していると考えられるが、定かなのは序文に記されている『日葡辞書』と『英和・和英語彙』である。また、『雅俗幼学新書』などを参照していることも指摘されている。
初版は横浜とロンドンで1867年（慶応3年）に発売されたが、近代化する日本の様相を捉えるべく増補を繰り返した。再版は1872年（明治5年）で、明治新政府成立に伴う語彙を加えて和英・英和辞典とし、1886年（明治19年）の第三版は、漢語が著しく増加した近代国家成立期の日本語を写し取っている。こうして日本語全体に意識を払った辞典として展開したことで、国語辞典としての側面も整備されていくこととなり、日本語の変容の様相を具体的に把握することにも貢献している。
著名な「ヘボン式ローマ字」はこの辞書から生まれ、第3版で確定した。より正確には、羅馬字会が提案した綴りを下敷きに修正を施したものである。チをchi、ツをtsuと表記し、b・m・pの前の「ん」音は m と表記するなど、音声学的な異なりを反映している。
序説には「いろは」と「五十音図」を載せているが、第3版では「イ・ヰ」はともに i、「オ・ヲ」はともに o で、「エ」がア行・ワ行に置かれて e とするのに対し、「ヱ」はヤ行に置かれて ye になっており、その前に置かれた仮名の字形表では逆に「エ」を ye、「ヱ」を e としている。

## 各版
『和英語林集成』は九版まで刊行されているが、大幅な改訂が施されたのは再版と三版であり、それ以降は大幅に手を加えていない。なお、語数については、復刻版『和英語林集成 第三版』（講談社、のち講談社学術文庫）校訂を担当した松村明解説に基づく。
初版（1867年）
邦題：和英語林集成、英題：Japanese-English Dictionary; with an English and Japanese Index
横浜で発行されたものは、上海の美華書館で印刷された。
見出し語数は20,772語
岸田吟香が助手として参加している。
再版（1872年）
邦題：和英語林集成、英題：Japanese-English and English-Japanese Dictionary
初版と同じく上海の美華書館で印刷された。
初版以降増えた日本語の新語を追加。見出し語数は22,949語。
奥野昌綱が助手として参加している。
三版（1886年）
邦題：改訂増補 和英・英和語林集成、英題：Japanese-English and English-Japanese Dictionary
この版で羅馬字会方式の綴り方（いわゆるヘボン式ローマ字）を採用した。
日本橋の丸善商社から発行された。
再び増えた日本語の新語を大量に追加。見出し語数35,618語。
高橋五郎が助手として参加している。
- 『和英語林集成』の原稿と各9種類の版に収録された語は、「明治学院大学図書館デジタルアーカイブス」で比較検索できる。
- 2016年11月に第五版（1894年、国立国会図書館所蔵版）が、Kindle版（君見ずや出版）で電子書籍化された。

## 評価
- 近代国語辞典の始まりは、1889年（明治22年）から1891年（明治24年）にかけて発行された大槻文彦の『言海』であるが[17]、『和英語林集成』はそれに先行する近代日本語辞書で、『言海』の語義記述に影響を与えている[18]。なお、金田一春彦は「『和英語林集成』はローマ字の見出しに片仮名表記と漢字表記を添え、品詞を明示し、英語による語釈を加えた上で、用例と同義語を記している。見出し語は二万あまり、当時の日本語を的確に語義記述している点で、国語辞典としても高く評価されている。これは広く受入れられて九版まで版を重ね、和独辞典や和仏辞典だけでなく、近代的国語辞典にも大きな影響を与えた」としている[19]。

- 『和英語林集成』は明治のベストセラー辞書であった。このことは数年おきに刊行されていることが、その需要の高さを物語っているといえる[14]。和英辞典として英語学習にも利用され、第三版の予約部数は18,000部であり、ポケット版も発行されて明治末まで使われた。なお、英語学習者用和英辞典の登場は1909年（明治42年）井上十吉『新訳和英辞典』（三省堂）である。[要出典]

## 複製・復刻
- 復刻版『和英語林集成 第三版』[注 1]松村明解説、講談社、1974年、新版1984年
  - 『和英語林集成』、縮小複製版、講談社学術文庫、1980年、新版1989年
- 『美國平文先生編譯　和英語林集成』[注 2]丸善雄松堂、2013年。第一版の復刻版
- 木村一・鈴木進編 『J.C.ヘボン和英語林集成手稿：翻字・索引・解題』 三省堂、2013年5月